# V. Félix (ellenpápa)
VIII. Amadé (Chambéry, 1383. szeptember 4. – Ripaglia, 1451. január 6.), a Savoyai-házból származó gróf, 1391-től Savoya grófja, 1400-tól Piemont hercege, Aosta, Nizza és Maurienne grófja, 1416–1440-ig Savoya uralkodó hercege, 1440–1449-ig V. Félix néven a római katolikus egyház harmincnyolcadik, egyben utolsó ellenpápája (az egyetemes egyház kronológiája szerint).
Sok egyházkutató úgy véli, hogy vele zárult le végképp a nagy nyugati egyházszakadás, amely a Bázelben összehívott zsinaton bontakozott ki. A zsinati elv, a konciliarizmus tanait elfogadó Félix IV. Jenő pápa uralma ellenében lépett fel a pápai trónra, amelyért cserébe feladta a francia koronától félig független savoyai hercegi méltóságát. Az utolsó ellenpápa már meg sem közelítette korábbi elődjeinek jelentőségét, és az érdektelenség, valamint az el nem ismertség során hamarosan önként lemondott trónjáról.

## Élete

### Származása, ifjúkora
Amadé gróf 1383. szeptember 4-én született Chambéryben, a Savoyai Grófság fővárosában. A Savoyai-ház legifjabb trónörököse VII. Amadé savoyai gróf és Bona di Berry grófné elsőszülött fia volt. Amadé neveltetését a korabeli uralkodóházakhoz hasonlóan egyházi személyek irányították. Gyermekkorát beárnyékolták az Itália és Franciaország határán fekvő grófság trónjának birtoklásáért folyó családi viták. 1391-ben egy vadkanvadászaton meghalt apja, VII. Amadé gróf, ezzel megüresedett a Savoyai Grófság trónja. A törvényes örökös VIII. Amadé gróf volt, de kiskorúsága miatt nem vehette át az uralkodói feladatokat. Apjának haláláért a krónikák gyakran a grófi udvart és a Savoyai-családot hibáztatják, akik egyes pletykák szerint meg is mérgezték a sebei miatt ágyban fekvő grófot. A régensi feladatokért harc bontakozott ki. Amadé anyja első férjének halála után Burgundiába utazott, utazását és újabb házasságát a grófi udvar kényszerítette ki. Amadé sohasem látta viszont anyját. A családi civakodásból eleinte nagyanyja, Bona di Borbone grófnő került ki győztesen, de az udvari intrikák őt is hamar eltávolították a hatalomból. A vitát II. Fülöp burgundiai herceg beavatkozása döntötte el, amikor Mária nevű leányát feleségül adta az ifjú Amadé grófhoz, akit a házasság aktusa révén alig tízévesen felnőtté nyilvánítottak. Ezzel lezárult a grófi trónért folyó vetélkedés, hiszen Amadé pártfogója a befolyásos Fülöp herceg volt. Mindemellett a tényleges hatalmat Amadé gróf 1400 előtt nem vehette át.

### Savoya grófja
A gróf felcseperedve korának egyik legkiválóbb vezetője és politikusa lett. Fokozatosan átvette át az állam irányításának összes feladatát. 1400-ban vette fel minden címét, amely alapján ő volt Savoya grófja, Piemont hercege, Aosta, Nizza és Maurienne grófja. Amadé a politikai porondon mindig mértékletességgel és hideg fejjel jelent meg, de ugyanakkor zárkózott és elvonult volt. Uralkodása során éppen ezek miatt kapta a néptől a Hallgatag előnevet. Jellemvonásai külső adottságaiból fakadtak, ugyanis a krónikák leírása alapján Amadé gróf korántsem volt az a daliás herceg típus. Apró, zömök alkatához kancsalság és dadogás társult, viszont kiválóan ráérzett a politikai lehetőségekre. Elsőként felszámolta a családban fennálló ellentéteket, és segítséget nyújtott nagybátyjának, Lajos acaia-piemonti hercegnek, aki korábban vitatta Amadé trónutódlásának jogosságát. A hálás családtag lemondott összes savoyai birtokáról, és Amadénak adta át az aosta-völgyi Domodossola városát, amelynek lakói fellázadtak hol a milánói uralom. Amadé gróf gyorsan orvosolni tudta a városka gondjait, így itt is elfogadott uralkodó lett. 1414-ben a megnyíló konstanzi zsinatot végig figyelemmel követte, és több ülésére is ellátogatott. Mindent megtett, hogy a nyugati egyházszakadást felszámolják, és Luxemburgi Zsigmond császárnak többször is segítséget nyújtott ebben az ügyben. Emellett a zsinati elv híveként a császár pártján állt.

### Savoya hercege
Zsigmond császár annyira elégedett volt Amadé gróf politikai működésével, hogy 1416-ban Savoyát hercegi rangra emelte. 1418-ban nagybátyja utód nélkül meghalt, így ekkor Acaia-Piemont területe is Amadé herceg uralma alá került. A zsinat lezárása után Zsigmond császár 1422-ben Genf grófjává is megtette. A megnövelt savoyai birtokok gazdasági fellendülést hoztak. 1430-ban a herceg kihirdette a Statuta Sabaudiae című törvénygyűjteményt, amelyben saját törvényei alapjaira építette fel a Savoyai Hercegség működésének elveit.
Amikor felesége, Mária hercegnő 1422-ben meghalt, Amadé egyre inkább visszavonult a politikától. Egyik utolsó hercegi döntéseként megalapította a torinói egyetemet, majd öt lovaggal együtt bezárkózott a Genfi-tó partján álló Ripaglia apátságba. A kormányzást teljesen átadta Lajos nevű gyermekének, de címeit és a tanácsadó szerepkört megtartotta magának. Az általa alapított apátságban szerzetesi regulák szerint éltek, amelyeket szintén Amadé herceg vetett papírra. Ezzel megalapította a Szent Móric-rendet. A békés szerzetesi elvonultság mellett a herceg nagy érdeklődéssel követte az európai politikai eseményeket. Elsősorban az egyházi történések ragadták meg figyelmét, a zsinati párt lelkes támogatójának számított. IV. Jenő pápa Bázelbe összehívta az egyetemes zsinatot, ennek elvei mellett Jenő tiltakozása ellenére is kiállt. Ez előrevetítette későbbi szerepét a bázeli zsinaton.

### A császár pártján
A Bázelben összeült zsinat gyökerei még a konstanzi zsinathoz nyúltak vissza. A nagy nyugati egyházszakadást lezáró egyetemes gyűlésen Luxemburgi Zsigmond támogatása mellett a klérus és főként az egyetemi doktorok, teológusok, jogászok és tanárok zászlajukra tűzhették a konciliarizmus eszméjét, amely azt hirdette, hogy az egyetemes zsinat döntése a pápák hatalma fölött áll. A konciliarizmus 1437-ben, Zsigmond császár halálával elveszítette legfőbb világi támogatóját, így IV. Jenő pápa, aki érthető okokból ellenezte jogköre szűkítését, 1438-ban kijelentette, hogy a zsinatot Bázelben berekeszti, és átköltözteti Ferrara városába, amely akkor a pápa közvetlen befolyása alatt állt, ezért könnyű lett volna a zsinat döntéseit is a pápának tetsző irányba terelni. A ferrarai zsinatra mindemellett csak kevés prelátus érkezett meg. A makacs zsinat a bíborosok legnagyobb részével együtt tovább ülésezett.
A zsinati villongások közepette dúló százéves háború lekötötte Franciaország és Anglia erőit. Németországban királyválasztást tartottak, Magyarország trónjára Habsburg Albert került, aki a német ügyek felé fordította figyelmét, így a bázeli zsinat valójában csak egyes tartományurak támogatására számíthatott. Ezek közül Amadé Savoyai Hercegsége volt a legjelentősebb.
A zsinat azonban a ferrarai törés után megváltozott. Az irányítás a radikálisabb egyetemi klérus kezébe került, amely az idő múltán már a főpapság érdekeit is sértette. Amikor a bázeli gyűlés Jenőt eretnekséggel és szimóniával vádolta meg, a bíborosi kollégium Cesarini kardinális vezetésével kivonult a zsinatról, és csatlakozott a ferrarai gyűléshez. A Bázelben maradtak pedig úgy határoztak, hogy a vádakban bűnösnek talált Jenőt megfosztják pápai trónjától. 1439-ben a Sacro-sancta enciklika, amelyet a zsinat egyetlen bíborosa, az arles-i d'Allemand hirdetett ki, Jenőt megfosztotta pápai hatalmától, és új konklávét hívott össze. A viharos sebességgel lezajló konklávé Amadé herceget tette meg új egyházfőnek.

### Az utolsó ellenpápa
A ripagliai kolostorban élő herceg elutasította a felkérést, de a zsinat hosszas unszolására végül 1439. november 5-én igent mondott a választásra. A herceg 1440. február 5-én lemondott minden címéről, és területeinek irányítását teljes mértékben fiára, Lajos hercegre bízta. Ezek után d’Allemand bíboros Torinóban 1440. július 24-én pápává koronázta őt. Amadé felvette az V. Félix uralkodói nevet. IV. Jenő már március 23-án egyházi átokkal sújtotta őt, az időközben Firenzébe költözött zsinatról. Félix pontifikátusa nagy nehézségekkel indult el, amely főleg annak volt köszönhető, hogy uralkodását kevés európai uralkodóház ismerte el. Ausztria hercegei, Tirol, München, Simmern, a Német Lovagrend és természetesen a Savoyai Hercegség Félix pártján állt. Mivel ezek jelentős része a Habsburgok uralma alatt állt, Félix trónra lépésekor Magyarország is Félix mellé állt, hiszen ekkor Habsburg Albert állt az ország élén. Ezek tudatában Félix még csak nem is gondolhatott arra, hogy Jenő ellen vonul, és Rómában rendezi be kúriáját. A katolikus egyház történetének utolsó ellenpápasága Savoya és a kialakulóban lévő Svájc területén játszódott le. Félix először Bázelben próbált meg berendezkedni, majd Lausanne-ban és végül Genfben. Kúriát sehol sem sikerült kialakítania, ugyanis az általa bíborosi rangra jelölt személyek sorra visszamondták felszentelésüket. 1442-től Félix ügyeinek intézésére titkárságot alakított, ennek vezetőjévé Aeneas Sylvinus Piccolominit nevezte ki, aki évek múltán II. Piuszként áll majd az egyház élén. Aeneas (olaszul: Enea) kiváló politikusi képességekkel rendelkezett, és átlátta az egyház helyzetét is. Az évek múltával ő volt az újabb egyházszakadás megszüntetésének egyik fő sürgetője.
A makacs bázeli zsinat Félix megválasztása után is folytatta a pápai hatalom visszaszorítását. A közben egyházfővé emelt Félix ekkor már nem értett egyet a zsinat túlzott hatalmával. A megcsappant létszámú bázeli gyűlés mindenben megkötötte Félix kezét. Az új pápa nem hozhatott igazán semmiféle döntést a zsinat nélkül, jövedelmeit is erősen megnyirbálták. Ezért megválasztása után pár évvel Félix eltávolodott a zsinattól, és 1442-ben átköltözött Lausanne-ba. A zsinat 1443. május 16-án bezárta a bázeli gyűlést, és megkísérelt békét kötni vele, de a helyzet csak kilátástalanabb lett. A parttalan vitákat többen megunták, és a Bázelből való költözködés után már alig maradtak a zsinaton. V. Félix jövedelmeinek megcsappanása miatt kisajátította magának a genfi egyházmegyét, és abból igyekezett megoldani főpapi terveit. A kudarcok, és a pápasággal összekötött terveinek összeomlása miatt végül úgy döntött, hogy békét köt a Jenő halála után trónra lépő törvényes egyházfővel, V. Miklóssal. 1449. április 7-én Félix „a kereszténység egységének érdekében” önként lemondott pápai trónjáról. Ezzel megszűnt az egyházszakadás, noha a bázeli zsinat maradványa még pár hónapig együtt maradt.

### Utolsó évei
Miklós pápa az alázatos savoyait a római Santa Sabina-bazilika bíborosává tette meg, és ezen felül kinevezte Savoya és a svájci területek pápai vikáriusává.
Amadé visszavonult a ripagliai apátságba. Élete hátralevő részét itt töltötte. 1451. január 6-án hunyt el. Hívei az apátság altemplomában helyezték örök nyugalomra. Hamvait egy évszázaddal később Emánuel Filibert savoyai herceg átszállíttatta a torinói székesegyház egyik kápolnájába.